# Phyllonorycter luzonica
Phyllonorycter luzonica là một loài bướm đêm thuộc họ Gracillariidae. Nó được tìm thấy ở Philippines (Luzon).
Sải cánh dài 4.2-4.7 mm.
Ấu trùng ăn Celtis species. Chúng ăn lá nơi chúng làm tổ. 